# Tiangong 1
Tiangong 1 (天宫一号, kinesiska för det himmelska palatset) är en laboratoriemodul som är en del i byggandet av Kinas första permanenta rymdstation. Den sköts upp i rymden med en Chang Zheng 2F/G-raket, den 29 september 2011. Stationen är 10,4 meter lång, har en diameter på 3,35 meter och väger 8,5 ton. Tiangong 1 är en del av fas II i Kinas rymdstationsprogram Projekt 921. I september 2016 sköts Tiangong 2 upp och Tiangong 1 återinträdde och brann upp i jordens atmosfär den 2 april 2018.
En modifierad version av Tiangong 1, kallad Tianzhou, kommer att användas som obemannad lastfarkost till Kinas framtida rymdstationer. Det är Kinas motsvarighet till Rysslands Progress, ESA:s Automated transfer vehicle, Japans H-II Transfer Vehicle och USA:s Cygnus

## Dockningar
Den 2 november 2011 dockade den obemannade Shenzhou 8 med stationen, farkosten var dockad fram till den 14 november, senare samma dag dockade den åter med stationen.
Den 18 juni 2012 dockade den bemannade Shenzhou 9 med stationen. Ombord fanns Jing Haipeng, Liu Wang och Liu Yang, Kinas första kvinnliga rymdfarare.
Den 13 juni 2013 dockade den bemannade Shenzhou 10 med stationen. Ombord fanns Nie Haisheng, Zhang Xiaoguang och Wang Yaping, Kinas andra kvinnliga rymdfarare.

## Farkoster som besökt stationen
| Farkost     | Dockning | Besättning                               |
| ----------- | --- | ---------------------------------------- |
| Shenzhou 8  | 2 november - 14 november 2011 |                                          |
| Shenzhou 8  | 14 november - 16 november 2011 |                                          |
| Shenzhou 8  | Obemannat dockningstest |                                          |
| Shenzhou 9  | 18 juni - 24 juli 2012 | Jing Haipeng Liu Wang Liu Yang           |
| Shenzhou 9  | 24 juli - 28 juli 2012 | Jing Haipeng Liu Wang Liu Yang           |
| Shenzhou 9  | Första bemannade kinesiska flygningen till en rymdstation. Liu Yang blev den första kvinnliga kinesen i rymden.                                                |                                          |
| Shenzhou 10 | 13 juni - 23 juni 2013 | Nie Haisheng Zhang Xiaoguang Wang Yaping |
| Shenzhou 10 | 23 juni - 25 juni 2013 | Nie Haisheng Zhang Xiaoguang Wang Yaping |
| Shenzhou 10 | Andra bemannade kinesiska flygningen till en rymdstation. Wang Yaping blev den andra kvinnliga kinesen i rymden. Flygningen blev den sista till rymdstationen. |                                          |